# Athripsodes madagassicus
Athripsodes madagassicus är en nattsländeart som först beskrevs av Georg Ulmer 1907.  Athripsodes madagassicus ingår i släktet Athripsodes och familjen långhornssländor. Inga underarter finns listade i Catalogue of Life.